# 독가시애
독가시애(獨家試愛: Marriage With A Feel)는 홍콩에서 제작된 엽념침 감독의 2006년 영화이다. 방력신 등이 주연으로 출연하였다.

## 출연

### 주연
- 방력신
- 등려흔

### 조연
- 관지동
- 위준걸
- 오패자
- 후사사
- 당녕
- 왕조람
- 담준언
- 진수주